# Kogenerační jednotka

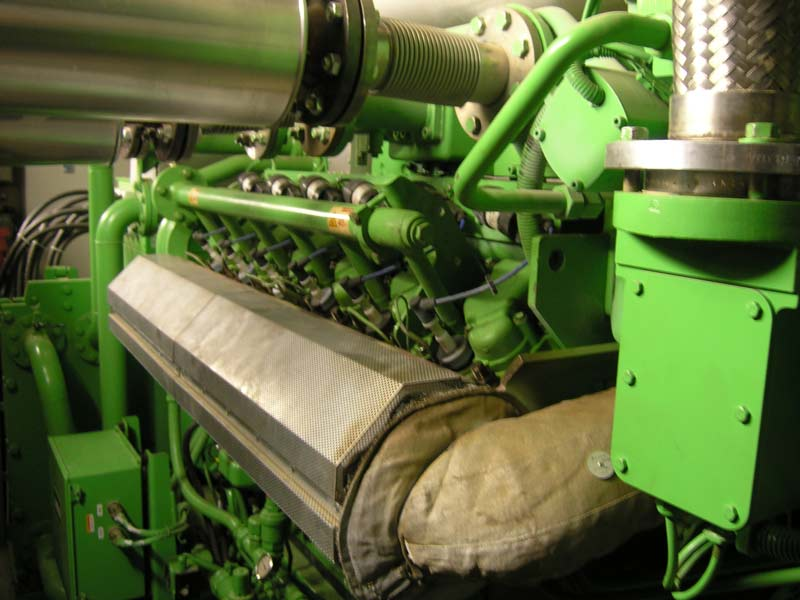
Motor od rakouské firmy Jenbacher, poháněný spalováním bioplynu (instalace ve městě Güssing).

Kogenerační jednotka je zařízení pro kombinovanou výrobu tepla a elektrické energie. Existují pro různé účely a s různým výkonem.
V české legislativě existuje speciální zákon, který uživatelům ekologické energie z kogenerace připisuje státní příspěvek na tuto energii, čímž stát podporuje nezávislé výrobce energie, kteří využívají většinu (kolem 90 %) energetického obsahu svého paliva. To je výrazně větší podíl, než jaký využívají velké elektrárny.

## Mikrokogenerace
Přestože klasická kogenerace může probíhat kromě jiného pomocí spalovacích či parních turbín, její malá podoba – mikrokogenerace se nejčastěji pojí se spalovacím motorem. Takto tomu je především kvůli technické nenáročnosti. Na trhu se objevují i varianty mikrokogenerace se Stirlingovým motorem.

## Výhody kogenerace
- možnost využít přesně takový výkon, který je pro daný objekt a spotřebu tepla optimální[zdroj?]
- energie se vyrábí přímo v domácnosti a nedochází tak ke ztrátám při přenosu energie na dlouhou vzdálenost[zdroj?]

## Příklad použití
V České Lípě je jednotka v areálu plaveckého bazénu. Zde s pomocí spalovacího motoru vyrábí elektřinu a teplo od motoru využívá k vytápění objektu.
V nemocnicích v Prostějově a ve Šternberku jsou od roku 2015 a 2016 osazeny nové kogenerační jednotky pro vytápění areálů. Jako doplňkový zdroj tepla se používají dva plynové kotle.
Ve společnosti DT - Výhybkárna a strojírna, a.s. v Prostějově se používá kogenerace pro vykrytí spotřeby elektrické energie a pro vytápění výrobních a administrativních budov. Využívá se velmi sofistikovaného systému pro předehřev a ohřev zásobních nádrží, využití tepla z těchto nádrží v areálu a opětovným ohřevem jednotky pro její rozjezd.